# Пискупштина
Пискупштина (мкд. Пискупштина) је насеље у Северној Македонији, у западном делу државе. Пискупштина припада општини Струга.

## Географија
Насеље Пискупштина је смештено у крајње западном делу Северне Македоније, близу државне границе са Албанијом (7 km западно од насеља). Од најближег града, Струге, насеље је удаљено 25 km северно.
Пискупштина се налази у историјској области Дримкол, која обухвата горњи ток Црног Дрима. Насеље је смештено на североисточним падинама планине Јабланица. Источно се тло спушта у клисуру Црног Дрима. Надморска висина насеља је приближно 700 метара.
Клима у насељу, и поред знатне надморске висине, има жупне одлике, па је пре умерено континентална него планинска.

## Становништво
Пискупштина је према последњем попису из 2002. године имала 182 становника.
Претежно становништво у насељу су етнички Македонци (100%).
Већинска вероисповест је православље.